# Chen Dao
En aquest nom xinès, el cognom és Chen.
Chen Dao, nom estilitzat Shuzhi (叔至), va ser un general militar servint sota el senyor de la guerra Liu Bei durant el període de la tardana Dinastia Han Oriental i l'era Tres Regnes de la història xinesa.
Chen en un principi va fer servir Liu com el seu ajudant de camp, quan aquest últim es va proclamar a si mateix com el Governador de la Província de Yu". Ell llavors va seguir a Liu i va lluitar nombroses batalles arreu la regió; després de la pacificació de la Província de Yi i l'ascensió al tron de Liu, Chen va ser autoritzat en particular per comandar la unitat "d'orelles blanques (o d'emplomallat blanc)", encarregada de la seguretat personal de l'emperador. Chen va auxiliar en l'escapada de Liu a Baidicheng (antic nom de Yong'an) després de la desastrosa batalla de Xiaoting. Quan Zhuge Liang va esdevenir el regent, Chen va ser fet Protector de l'Exèrcit, però va ser posat sota les ordres del co-regent Li Yan per ser estacionat a Yong'an en previsió d'una possible invasió del cabdill oriental, Sun Quan. Entre el 223 i el 226, Zhuge hi va estar preparant un assalt a gran escala sobre l'estat rival de Cao Wei, i una reassignació dels recursos humans es va dur a terme per tal de consolidar la seva posició hegemònica dins de Shu Han. Uns quants oficials van ser degradats, però Chen va ser un dels oficials que van rebre una promoció - va ser nomenat el General Subjugant l'Oest, i va reemplaçar al seu suposat supervisor Li Yan com el nou comandant de Yong'an.
Chen va ser reputat per Yang Xi (楊戲) de ser comparable a Zhao Yun en lleialtat en un recordatori oficial després de la seva mort. Ell també va ser elogiat per l'historiador de la Dinastia Jin Chen Shou com un valent guerrer la fama del qual estava a la part de la de Zhao.

## En la ficció
En la novel·la històrica del Romanç dels Tres Regnes de Luo Guanzhong, el personatge de Zhao Yun representa a bastament la imatge històrica tant de Zhao i com Chen, per la qual cosa l'últim va ser omès en la novel·la.

## Anotacions
1. ↑  Tao Qian una vegada en va recomanar a Liu Bei per ser el Governador de la Província de Yu en el 194, però la petició de Tao no va ser considerada per la cort Han. No obstant, el títol en el qual el mateix Liu Bei es va instituir va ser conegut públicament pel poble d'eixa època. (El governador formal de la Província de Yu, Guo Gong (郭貢), era massa ocupat lluitant amb Cao Cao, i no es va prendre la molèstia de preocupar-se per la usurpació de Liu.) Vegeu Zizhi Tongjian, vol. 61
2. ↑  《诸葛亮集》："(陈)到所督，则先帝帐下白毦，西方上兵也。" En la Compilació de Zhuge Liang, Chen es precisa que l'ajudant de camp de Liu Bei és qui controla la unitat especial anomenada "d'orelles blanques (o plomes blanques)."